# Süderdeich
Süderdeich là một đô thị thuộc huyện Dithmarschen, trong bang Schleswig-Holstein, nước Đức. Đô thị Süderdeich có diện tích 6,64 km², dân số thời điểm 31 tháng 12 năm 2006 là 518 người.